# Massimo Marazzina
Massimo Marazzina (ur. 16 lipca 1974 w Pandino) – piłkarz włoski grający na pozycji napastnika.

## Kariera klubowa
Marazzina jest wychowankiem AC Fanfulla, a następnie terminował w szkółce Interu Mediolan. W Serie A zadebiutował w jego barwach w sezonie 1993/1994, ale poza debiutem rozegrał tylko dwa inne spotkania. W 1994 roku odszedł z Interu i został zawodnikiem Foggii. Na koniec sezonu zespół spadł do Serie B i sezon 1995/1996 Massimo spędził na drugim froncie (zdobył w nim 5 bramek). Latem 1996 znów zmienił barwy klubowe i przeszedł do grającego w tej samej lidze, Chievo Werona, w którym już w następnym sezonie grał w podstawowym składzie. W kolejnych sezonach zdobywał: 5 bramek w 1997/1998, 7 – w 1998/1999 i 16 w 1999/2000, zostając jednym z najlepszych strzelców Serie B. Dobry sezon spowodował, że w 2000 roku Marazzina powrócił do pierwszej ligi i został wypożyczony do Regginy Calcio. Zdobył dla niej 4 gole i przyczynił się do utrzymania w lidze.
W 2001 roku Chievo po raz pierwszy w historii awansowało do Serie A i tym samym Marazzina powrócił do tego klubu. Zdobył aż 13 goli w sezonie. Był najlepszym strzelcem zespołu i tworzył jego trzon wraz z takimi piłkarzami jak Bernardem Corradim, Luciano, Christianem Manfredinim i Simone Perrotą. Rok później rozegrał w Chievo tylko rundę jesienną, a na wiosnę trafił do AS Roma. Tam jednak nie zdołał wywalczyć miejsca w podstawowej jedenastce i był zaledwie szóstym w hierarchii napastnikiem. W sezonie 2003/2004 był dwukrotnie wypożyczany, najpierw do Sampdorii, a następnie do Modeny, która została zdegradowana do Serie B. Sezon 2004/2005 Massimo spędził w drugoligowym Torino FC, dla którego strzelił 14 goli, jednak z powodu kłopotów finansowych, pomimo awansu, klub ten nie przystąpił do rozgrywek Serie A.
W sezonie 2005/2006 Marazzina grał w Sieny, a po pół roku przeszedł do Bolonii. W sezonie 2006/2007 zdobył 12 goli i był jej najlepszym strzelcem. W kolejnych rozgrywkach strzelił 23 bramki i awansował ze swoim zespołem do Serie A. W pierwszej lidze Marazzina miał już gorszą skuteczność, bowiem przez 2 sezony zagrał w 27 meczach i zdobył 2 gole. Latem 2010 kontrakt piłkarz z Bolonią wygasł i Włoch został wolnym zawodnikiem.
| Sezon   | Klub           | Kraj   | Rozgrywki | Mecze | Bramki |
| ------- | -------------- | ------ | --------- | ----- | ------ |
| 1993/94 | Inter Mediolan | Włochy | Serie A   | 3     | 0      |
| 1994/95 | Foggia         | Włochy | Serie A   | 13    | 0      |
| 1995/96 | Foggia         | Włochy | Serie B   | 23    | 5      |
| 1996/97 | Chievo         | Włochy | Serie B   | 24    | 1      |
| 1997/98 | Chievo         | Włochy | Serie B   | 32    | 5      |
| 1998/99 | Chievo         | Włochy | Serie B   | 25    | 7      |
| 1999/00 | Chievo         | Włochy | Serie B   | 30    | 16     |
| 2000/01 | Reggina        | Włochy | Serie A   | 29    | 4      |
| 2001/02 | Chievo         | Włochy | Serie A   | 31    | 13     |
| 2002/03 | Chievo         | Włochy | Serie A   | 15    | 3      |
| 2002/03 | AS Roma        | Włochy | Serie A   | 7     | 0      |
| 2003/04 | UC Sampdoria   | Włochy | Serie A   | 12    | 0      |
| 2003/04 | Modena         | Włochy | Serie A   | 13    | 3      |
| 2004/05 | Torino FC      | Włochy | Serie B   | 37    | 14     |
| 2005/06 | Siena          | Włochy | Serie A   | 8     | 0      |
| 2005/06 | Bologna FC     | Włochy | Serie B   | 17    | 7      |
| 2006/07 | Bologna FC     | Włochy | Serie B   | 33    | 12     |
| 2007/08 | Bologna FC     | Włochy | Serie B   | 41    | 23     |
| 2008/09 | Bologna FC     | Włochy | Serie A   | 23    | 2      |
| 2009/10 | Bologna FC     | Włochy | Serie A   | 4     | 0      |

## Kariera reprezentacyjna
W reprezentacji Włoch Marazzina zadebiutował 13 lutego 2002 roku w wygranym 1:0 towarzyskim mecu z USA. Wystąpił jeszcze także w spotkaniach ze Słowenią (0:1) oraz z Walią (1:2).